# Грб општине Стара Пазова
Основни грб који службено користи орган општинска управа, се састоји само од штита, кога чине у сребру зелена стопа са две златне греде. Глава штита је плава, од поља је одељена калканским резом. Преко свега је усправљено златно архијерејско жезло, преко кога се укрштају мач и пастирски штап, оба такође од злата. Зелено подножје штита и златне греде подсећају на широка поља и на две важне комуникације које обележавају територију Старе Пазове: ток Дунава и путну комуникацију север – југ. Комбинација боја подсећа на зеленило поља и на златну боју усева. Плава и сребрна боја алудирају на плаветнило неба и белину кућа. Калкански рез алудира на ушорене низове зграда, типичне за амбијент сремских насеља. Мотив архијерејског жезла, мача и пастирског штапа подсећа на велике сеобе народа које су обележиле настанак и развој сремских насеља уопште, а посебно насеља које данас чине општину Стара Пазова: архијерејско жезло подсећа да су највеће од тих сеоба предводили патријарси Арсеније Трећи Црнојевић и Арсеније Четврти Чарнојевић, мач упозорава да су насељеници стизали и као део оружаног народа, који је на новим стаништима успоставио и нову границу и одбрану своје традиције и својих слобода, а пастирски штап призива сећање на највећи део народа, мирољубив и радан, вечно будан у очувању својих домова као што добар пастир бде над својим стадом.
Средњи грб допуњен је хералдичким украсима изван штита. Наиме, штит је надвишен сребрном бедемском круном са четири видљива мерлона, што означава величину и статус насеља. Такође је штит окружен плодним, златним храстовим венцем и жиром. Храст је митско и свето дрво код Срба које се огледа у Божићном ритуалу уношења и спаљивања бадњака. Његова златна боја у овом грбу је знак светости и подсећа на некадашње огромне шуме којима је Срем обиловао.
Велики грб је свечан и церемонијални грб, он је симбол општине, и користи се у репрезентативне сврхе, као и у посебно свечаним приликама када се истичу значај и традиција општине. Између вранаца и штита налазе се пободена вертикална црвена, златом окована копља, са којих се вију стегови опшивени златним резама, десно је стег Србије, а лево стег Старе Пазове. Постамент је травом обрасли равничарски предео са по три златне стабљике са житним класјем са обе стране подножја штита и са плавом траком у дну исписаном сребрним именом СТАРА ПАЗОВА. Вранци златних грива и копита као држачи грба представљају идеју витештва и племенитости. Такође, узгој коња у Срему има дугу традицију. Травната равница и златно житно класје подсећају на амбијент Срема и Старе Пазове у Срему.